# فرانچسکو بورومینی
 فرانچسکو بورومینی  (انگلیسی: Francesco Borromini؛ زاده ۲۵ سپتامبر ۱۵۹۹ – درگذشته ۲ اوت ۱۶۶۷) یک معمار اهل ایتالیا بود.